# Ньюмаркет (Онтарио)
Ньюмаркет (англ. Newmarket) — город в провинции Онтарио в Канаде, центр регионального муниципалитета Йорк. Ньюмаркет расположен в 45 км к северу от города Торонто. Численность населения составляет 84 224 жителей (2016). Город — часть промышленного района, прозванного «Золотой подковой».
Родной город актёра Джима Керри и Джона Кэнди.